# Steinen (Svizzera)
Steinen (toponimo tedesco) è un comune svizzero di 3 358 abitanti del Canton Svitto, nel distretto di Svitto; si affaccia sul lago di Lauerz.